# Erik Weispfennig
Erik Weispfennig (Iserlohn, 13 de agosto de 1969) é um desportista alemão que competiu no ciclismo nas modalidades de pista, especialista nas provas de perseguição por equipas e madison, e rota.
Ganhou duas medalhas no Campeonato Mundial de Ciclismo em Pista, ouro em 2000 e prata em 1990.

## Medalheiro internacional
| Campeonato Mundial | Campeonato Mundial        | Campeonato Mundial | Campeonato Mundial          |
| Ano                | Lugar                     | Medalha            | Competição                  |
| ------------------ | ------------------------- | ------------------ | --------------------------- |
| 1990               | Maebashi ( Japão)         | Medalha de prata   | Perseguição por equipas (A) |
| 2000               | Manchester ( Reino Unido) | Medalha de ouro    | Madison                     |